# José María García Pérez
Pour les articles homonymes, voir José María García et García.
José María García Pérez, né le 13 novembre 1943 à Madrid, est un journaliste sportif espagnol. C'est une des voix radiophoniques les plus connues en Espagne.

## Biographie
José María García commence sa carrière en 1963 comme reporter à Radio España. Un an après, il débute dans la presse écrite dans le quotidien Pueblo et à la télévision dans plusieurs émissions de la chaîne publique TVE, notamment Estudio Estadio.
En 1972, il rejoint la Cadena SER où il est un précurseur des émissions de sport à minuit avec son programme Hora 25.
En 1982 naît la chaîne privée Antena 3. José María García y présente l'émission Supergarcía qui le rendra célèbre. En 1992, il quitte Antena 3 à la suite de son rachat par le groupe Prisa et rejoint la Cadena COPE où il reste jusqu'en juillet 2000.
En août 2000, il se lance dans un ambitieux projet audiovisuel en collaboration avec Telefónica en créant «Telefónica Media» (Admira) dont le but est de concurrencer le groupe Prisa. De là naît la chaîne Onda Cero. En avril 2002, José María García démissionne de ses fonctions de directeur et présentateur de Supergarcía et comme président d'Admira Sport.